# Coelotes maculatus
Coelotes maculatus là một loài nhện trong họ Amaurobiidae.
Loài này thuộc chi Coelotes. Coelotes maculatus được miêu tả năm 1997 bởi Zhang, Peng & Joo-Pil Kim.